# 2003-2004シーズンのNBA
2003-2004シーズンのNBAは、NBAの58回目のシーズンである。レギュラーシーズンは2003年10月28日から始まり、2004年6月15日に全日程が終了した。2カンファレンス4デビジョン制で行われた最後のシーズンである。

## シーズン前

### ドラフト
この年に行われたドラフトは21世紀に入って以来の最高のドラフトと言われている。クリーブランド・キャバリアーズから1位指名された高卒選手のレブロン・ジェームズをはじめ、カーメロ・アンソニー(3位)、クリス・ボッシュ(4位)、ドウェイン・ウェイド(5位)、クリス・ケイマン(6位)、デイビッド・ウェスト(18位)、ジョシュ・ハワード(29位)、モー・ウィリアムズ(47位)、カイル・コーバー(51位)ら9人のオールスターを輩出した他、ダーコ・ミリチッチ(2位)、カーク・ハインリック(7位)、T・J・フォード(8位)、マイケル・スウィートニー(9位)、ジャービス・ヘイズ(10位)、ミカエル・ピートラス(11位)、ニック・コリソン(12位)、マーカス・バンクス(13位)、ルーク・リドナー(14位)、サーシャ・パブロビッチ(19位)、ダンテイ・ジョーンズ(20位)、ボリス・ディアウ(21位)、トラビス・アウトロー(23位)、ブライアン・クック(24位)、カルロス・デルフィーノ(25位)、ケンドリック・パーキンス(27位)、リアンドロ・バルボサ(28位)、ジェイソン・カポノ(31位)、ルーク・ウォルトン(32位)、スティーブ・ブレイク(38位)、ウィリー・グリーン(41位)、ザザ・パチュリア(42位)、キース・ボーガンス(43位)、マット・ボナー(45位)、ジェームズ・ジョーンズ(49位)らが指名を受けた。
ドラフト外選手には、アール・バロン、ホセ・カルデロン、マット・キャロル、マーキス・ダニエルズ、ロナルド・デュプリー、ジョシュ・パウエル、クイントン・ロスなどがいる。
　詳細は2003年のNBAドラフトを参照

### 主な移籍
| チーム                           | 獲得（移籍元）                                              | 放出（移籍先）                                                |
| -------------------------------- | ----------------------------------------------------------- | ------------------------------------------------------------- |
| ロサンゼルス・レイカーズ         | カール・マローン (UTA・FA) ゲイリー・ペイトン (MIL・FA)     | ロバート・オーリー (SAS・FA)                                  |
| ミネソタ・ティンバーウルブズ     | サム・キャセール (MIL) ラトレル・スプリーウェル (NYN)       |                                                               |
| ミルウォーキー・バックス         |                                                             | ゲイリー・ペイトン (LAL) サム・キャセール (MIN)               |
| ダラス・マーベリックス           | アントワン・ウォーカー (BOS) アントワン・ジェイミソン (GSW) | ニック・ヴァン・エクセル (GSW)                                |
| ゴールデンステート・ウォリアーズ | ニック・ヴァン・エクセル (DAL)                              | アントワン・ジェイミソン (DAL) ギルバート・アリナス (WAS・FA) |
| サクラメント・キングス           | ブラッド・ミラー (IND)                                      |                                                               |
| ロサンゼルス・クリッパーズ       |                                                             | ラマー・オドム (MIA・FA) アンドレ・ミラー (DEN・FA)           |
| デンバー・ナゲッツ               | アンドレ・ミラー (LAC・FA)                                  | ジュワン・ハワード (ORL)                                      |
| オーランド・マジック             | ジュワン・ハワード (DEN・FA)                                | ダレル・アームストロング (NOH・FA)                            |
| メンフィス・グリズリーズ         | ジェームス・ポージー (HOU・FA)                              |                                                               |

- 1シーズンぶりの王座奪回を目指すロサンゼルス・レイカーズが大型補強を行う。ユタ・ジャズとミルウォーキー・バックスからそれぞれフリーエージェントとなったカール・マローン、ゲイリー・ペイトンといった大物ベテラン選手を獲得。いずれも優勝のチャンスに恵まれながら後一歩のところで涙を呑んだ選手であり、チャンピオンリングを切望していた。シャキール・オニール、コービー・ブライアントに2人を加えた豪華な陣容は『ビッグフォー』と称され、さらに優勝経験の豊富なホーレス・グラントも獲得し、磐石な体制で新シーズンを迎えた。
- カール・マローンを放出したユタ・ジャズは、ジョン・ストックトンもこのオフに引退している。
- ミネソタ・ティンバーウルブズはトレードでミルウォーキー・バックスからサム・キャセールを、さらに4チームが絡んだ大型トレードでラトレル・スプリーウェルを獲得。この2人にケビン・ガーネットを加えた3人はビッグスリーと称された。
- ポートランド・トレイルブレイザーズからFAとなったスコッティ・ピッペンは古巣のシカゴ・ブルズに復帰。
- 肝臓の疾患で2002年に引退したアロンゾ・モーニングが現役に復帰。ニュージャージー・ネッツと契約した。モーニングはシーズン中に再び引退するが、翌2004-05シーズンに2度目の復帰をする。そのネッツから解雇されたディケンベ・ムトンボはニューヨーク・ニックスと契約。

### その他
- コービー・ブライアントが婦女暴行疑惑で逮捕される。後に示談となるこの事件はコービーの名誉を著しく傷つけた。

## レギュラーシーズン

### オールスター
- 開催日：2月14日
- 開催地：カリフォルニア州ロサンゼルス
- オールスターゲーム　ウエスト 136－132 イースト MVP：シャキール・オニール　（ロサンゼルス・レイカーズ）
- ルーキーチャレンジ　ソフォモア 142－118 ルーキー　MVP：アマーレ・スタウダマイアー　（フェニックス・サンズ）
- ダンクコンテスト優勝：フレッド・ジョーンズ　（インディアナ・ペイサーズ）
- スリーポイントコンテスト優勝：ボション・レナード　（デンバー・ナゲッツ）

### シーズン中の主な移籍
- ニューヨーク・ニックスとフェニックス・サンズの間でトレードが成立し、ニックスはステフォン・マーブリーにアンファニー・ハーダウェイらを、サンズはアントニオ・マクダイスらをそれぞれ獲得した。
- 風紀の乱れなど様々な問題を抱えるポートランド・トレイルブレイザーズは、問題の中心とされていたラシード・ウォーレスをトレードで放出。トレード先はアトランタ・ホークスで、代わりにシャリーフ・アブドゥル＝ラヒーム、テオ・ラトリフらを獲得した。ラシード・ウォーレスはその後さらにデトロイト・ピストンズにトレードされた。
- トロント・ラプターズとメンフィス・グリズリーズの間でトレードが成立し、ラプターズはジャレン・ローズ、ドニエル・マーシャルらを、グリズリーズはアントニオ・デイビスらをそれぞれ獲得した。

### その他
- 1試合毎の1チーム平均得点が93.4得点と過去最低を記録し、また各チームでもフランチャイズ最低平均得点記録を更新するチームが続出した。2001年のイリーガルディフェンスの廃止（ゾーンディフェンスの解禁）などで年々ディフェンシブな戦術が主流となりつつあるリーグの傾向を、如実に表す結果となった。

## イースタン・カンファレンス

### アトランティック・デビジョン
| 順位 | チーム                   | 勝敗  | 得点王（avg）           | リバウンド王（avg） | アシスト王（avg）  | ヘッドコーチ                             |
| ---- | ------------------------ | ----- | ----------------------- | ------------------- | ------------------ | ---------------------------------------- |
| 1    | ニュージャージー・ネッツ | 47-35 | Rジェファーソン（18.5） | Kマーティン（9.5）  | Jキッド（9.2）     | Bスコット→Lフランク                      |
| 2    | マイアミ・ヒート         | 42-40 | Eジョーンズ（17.3）     | Lオドム（9.7）      | Rアルストン（4.5） | Sヴァンガンディ*                         |
| 3    | ニューヨーク・ニックス   | 39-43 | Sマーブリー（20.2）     | Kトーマス（8.3）    | Sマーブリー（8.9） | Dチャイニー→Hウィリアムズ →Lウィルケンズ |
| 4    | ボストン・セルティックス | 36-46 | Pピアース（23.0）       | Mブラント（7.2）    | Pピアース（5.1）   | Jオブライエン→Jキャロル†                 |
| 5    | フィラデルフィア・76ers  | 33-49 | Aアイバーソン（26.4）   | Kトーマス（10.1）   | Eスノウ（6.9）     | Rエイヤーズ*→Cフォード†                  |
| 6    | ワシントン・ウィザーズ   | 25-57 | Gアリーナス（19.6）     | Kブラウン（7.4）    | Gアリーナス（5.0） | Eジョーダン*                             |
| 7    | オーランド・マジック     | 21-61 | Tマグレディ（28.0）     | Jハワード（7.0）    | Tマグレディ（5.5） | Dリバース→Jデイビス                      |

※(*＝新任のヘッドコーチ　†＝シーズン終了後解任されたヘッドコーチ)
- アトランティック・デビジョンは勝率5割を越えたのは2チームだけで、50勝を越えたチームは居なかった。
- シーズン序盤を躓いたネッツはバイロン・スコットHCを解任、後任にアシスタントコーチのローレンス・フランクを昇格させたが、当時リーグ最年少HCだったフランクが指揮を執ってからは13連勝を記録。これは北米プロスポーツ史上最高の、「コーチ就任からの」連勝記録となった。
- ラマー・オドム、ドウェイン・ウェイドを獲得したヒートは前季より大幅に勝率を伸ばし、2シーズンぶりにプレーオフに復帰した。
- ニックスとセルティックスは新ジェネラル・マネージャーとしてアイザイア・トーマスとダニー・エインジをそれぞれ迎えた。2人は物議を醸すトレードや人事を繰り返し、勝率は共に5割を切ったが、それでもプレーオフには進出した。
- 76ersはアレン・アイバーソンの長期欠場などが響き、5シーズンぶりにプレーオフ進出を逃した。
- マジックはシーズン序盤に19連敗、終盤に13連敗を記録しリーグ最下位となった。

### セントラル・デビジョン
| 順位 | チーム                         | 勝敗  | 得点王（avg）         | リバウンド王（avg）         | アシスト王（avg）    | ヘッドコーチ                           |
| ---- | ------------------------------ | ----- | --------------------- | --------------------------- | -------------------- | -------------------------------------- |
| 1    | インディアナ・ペイサーズ       | 61-21 | Jオニール（20.1）     | Jオニール（10.0）           | Jティンズリー（5.8） | Rカーライル*                           |
| 2    | デトロイト・ピストンズ         | 54-28 | Rハミルトン（17.6）   | Bウォーレス（12.4）         | Cビラップス（5.7）   | Lブラウン*                             |
| 3    | ニューオーリンズ・ホーネッツ   | 41-41 | Bデイビス（22.9）     | Jマグロワ（10.3）           | Bデイビス（7.5）     | Tフロイド* †                           |
| 4    | ミルウォーキー・バックス       | 41-41 | Mレッド（21.7）       | Jスミス（8.5）              | TJフォード（6.5）    | Tポーター*                             |
| 5    | クリーブランド・キャバリアーズ | 35-47 | Lジェームス（20.9）   | Cブーザー（11.4）           | Jマッキニス（6.1）   | Pサイラス*→Bマローン†                  |
| 6    | トロント・ラプターズ           | 33-49 | Vカーター（22.5）     | Dマーシャル（9.9）          | Jローズ（5.0）       | Kオニール* †                           |
| 7    | アトランタ・ホークス           | 28-54 | Sジャクソン（18.1）   | Sジャクソン（4.6）          | Jテリー（4.5）       | Tストッツ* †                           |
| 8    | シカゴ・ブルズ                 | 23-59 | Jクロフォード（17.3） | アントニオ・デイビス（8.4） | Kハインリック（6.8） | Bカートライト→Pマイヤーズ →Sスカイルズ |

- ジャーメイン・オニールにロン・アーテスト、アル・ハリントンら若手（いずれの選手も25歳以下）中心のペイサーズがリーグトップの勝率を収めた。
- ラシード・ウォーレスの獲得でインサイドの得点力不足を補ったピストンズは、"チームバスケット"を標榜するラリー・ブラウン新HCのもと、前季を上回る勝利を収めた。
- 主力選手の放出、ヘッドコーチの交代など陣容を一新したことで苦戦が予想されたバックスだが、成長著しいマイケル・レッド牽引のもと予想外の健闘を見せた。
- ホーネッツは得点源のジャマール・マッシュバーンがシーズンの大半を欠場するもプレーオフ出場は死守した。
- 大物ルーキーのレブロン・ジェームズを獲得したキャバリアーズは、カルロス・ブーザーの予想以上の成長もあり、前季より勝ち星を2倍に増やした。

## ウエスタン・カンファレンス

### ミッドウエスト・デビジョン
| 順位 | チーム                       | 勝敗  | 得点王（avg）       | リバウンド王（avg） | アシスト王（avg）    | ヘッドコーチ     |
| ---- | ---------------------------- | ----- | ------------------- | ------------------- | -------------------- | ---------------- |
| 1    | ミネソタ・ティンバーウルブズ | 58-24 | Kガーネット（24.2） | Kガーネット（13.9） | Sキャセール（7.3）   | Fサンダース      |
| 2    | サンアントニオ・スパーズ     | 57-25 | Tダンカン（22.3）   | Tダンカン（12.4）   | Tパーカー（5.5）     | Gポポヴィッチ    |
| 3    | ダラス・マーベリックス       | 52-30 | Dノビツキー（21.8） | Dノビツキー（8.7）  | Sナッシュ（8.8）     | Dネルソン        |
| 4    | メンフィス・グリズリーズ     | 50-32 | Pガソル（17.7）     | Pガソル（7.7）      | Jウィリアムス（6.8） | Hブラウン        |
| 5    | ヒューストン・ロケッツ       | 45-37 | 姚明（17.5）        | 姚明（9.0）         | Sフランシス（6.2）   | Jヴァンガンディ* |
| 6    | デンバー・ナゲッツ           | 43-39 | Cアンソニー（21.0） | Mキャンビー（10.1） | Aミラー（6.1）       | Jバズデリック*   |
| 7    | ユタ・ジャズ                 | 42-40 | Aキリレンコ（16.5） | Aキリレンコ（8.1）  | Cアロヨ（5.0）       | Jスローン        |

- ミッドウエスト・デビジョンは全チームが勝率5割以上を記録した。
- 2シーズン変わらなかった上位に変動が起こり、ビッグスリーを擁するティンバーウルブズがチーム史上初のデビジョン優勝・カンファレンス勝率首位の成績を収めた。
- 前季チャンピオンチームのスパーズは、オフに長年チームの大黒柱を務めたデビッド・ロビンソンが引退し、新体制に移行。デビジョン首位こそ明け渡すが勝率を下げることなく好成績を維持した。
- ダーク・ノヴィツキー、スティーブ・ナッシュ、マイケル・フィンリーのビッグスリーを擁するマーベリックスは、ビッグスリー結成以来初めて勝率を落とした。潤沢な財源を使って次々と大物選手を獲得したマーベリックスだが、翌シーズンからサラリーの整理を余儀なくされることとなる。
- グリズリーズはジェームス・ポージーやボンジ・ウェルズら新戦力の活躍で後半に大きく巻き返し、チーム史上初のプレーオフ進出を決めた。
- 姚明とスティーブ・フランシス体制となって2年目のロケッツは4シーズンぶりにプレーオフに進出。スパーズ、マーベリックス、ロケッツとテキサス州に本拠地を置く全てのチームがプレイオフに進出した。
- カーメロ・アンソニー、アンドレ・ミラーらの獲得、前季の大半を欠場したマーカス・キャンビーの復活などで戦力が整ったナゲッツは9シーズンぶりにプレーオフに進出。
- ジャズはカール・マローンとジョン・ストックトンを同時に失いながらも、周囲の予想を上回る好成績を収めたが、リーグ全体を支配する『西高東低（ワイルド・ワイルド・ウエスト）』の煽りを受け、プレーオフには届かなかった。

### パシフィック・デビジョン
| 順位 | チーム                             | 勝敗  | 得点王（avg）             | リバウンド王（avg） | アシスト王（avg）        | ヘッドコーチ             |
| ---- | ---------------------------------- | ----- | ------------------------- | ------------------- | ------------------------ | ------------------------ |
| 1    | ロサンゼルス・レイカーズ           | 56-26 | Kブライアント（24.0）     | Sオニール（11.5）   | Gペイトン（5.5）         | Pジャクソン†             |
| 2    | サクラメント・キングス             | 55-27 | Pストヤコヴィッチ（24.2） | Bミラー（10.3）     | Mビビー（5.4）           | Rアデルマン              |
| 3    | ポートランド・トレイルブレイザーズ | 41-41 | Zランドルフ（20.1）       | Zランドルフ（10.5） | Dスタッダマイアー（6.1） | Mチークス                |
| 4    | ゴールデンステート・ウォリアーズ   | 37-45 | Jリチャードソン（18.7）   | Eダンピアー（12.0） | NVエクセル（5.3）        | Eマッセルマン†           |
| 5    | シアトル・スーパーソニックス       | 37-45 | Rアレン（23.0）           | Rルイス（6.5）      | Bバリー（5.8）           | Nマクミラン              |
| 6    | フェニックス・サンズ               | 29-53 | Aスタウダマイアー（20.6） | Sマリオン（9.3）    | Jジョンソン（4.4）       | Fジョンソン →Mダントーニ |
| 7    | ロサンゼルス・クリッパーズ         | 28-54 | Cマゲッティ（20.7）       | Eブランド（10.3）   | Mヤリッチ（4.8）         | Mダンリービー*           |

- オフに"ビッグフォー"を結成し快進撃が期待されたレイカーズだが、シーズン中は災難に見舞われ、カール・マローン、シャキール・オニール、コービー・ブライアントと次々と故障に見舞われたが、レギュラーシーズン最終戦でキングスを降したことでデビジョン制覇を遂げた。
- キングスはエースのクリス・ウェバーがシーズンの大半を欠場する中でペジャ・ストヤコヴィッチや新戦力のブラッド・ミラーの活躍で好成績を維持していたが、シーズン終盤にウェバーが復帰すると逆に失速し、デビジョン首位の座をレイカーズに明け渡した。
- トラブルが絶えないトレイルブレイザーズは、21年続いていたプレーオフ連続出場記録がついに途絶えた。
- 開幕から大きく負け越したサンズはヘッドコーチを交代させ、さらにエースガードのステフォン・マーブリーを放出した。

## 個人スタッツリーダー
| # | 得点                         | 得点 | リバウンド             | リバウンド | アシスト                   | アシスト | スティール             | スティール |
| # | 選手名                       | avg  | 選手名                 | avg        | 選手名                     | avg      | 選手名                 | avg        |
| - | ---------------------------- | ---- | ---------------------- | ---------- | -------------------------- | -------- | ---------------------- | ---------- |
| 1 | トレイシー・マグレディ ORL   | 28.0 | ケビン・ガーネット MIN | 13.9       | ジェイソン・キッド NJN     | 9.2      | バロン・デイビス NOH   | 2.4        |
| 2 | ペジャ・ストヤコヴィッチ SAC | 24.2 | ティム・ダンカン SAC   | 12.4       | ステフォン・マーブリー NYN | 8.9      | ショーン・マリオン PHO | 2.1        |
| 3 | ケビン・ガーネット MIN       | 24.2 | ベン・ウォーレス DET   | 12.4       | スティーブ・ナッシュ DAL   | 8.8      | ロン・アーテスト IND   | 2.1        |

- トレイシー・マグレディーは2年連続、ジェイソン・キッドは2年連続5回目、ケビン・ガーネット、バロン・デイビスは初の戴冠。

| # | ブロックショット           | ブロックショット | FG成功率                 | FG成功率 | 3P成功率                     | 3P成功率 | FT成功率                     | FT成功率 |
| # | 選手名                     | avg              | 選手名                   | %        | 選手名                       | %        | 選手名                       | %        |
| - | -------------------------- | ---------------- | ------------------------ | -------- | ---------------------------- | -------- | ---------------------------- | -------- |
| 1 | テオ・ラトリフ POR         | 3.6              | シャキール・オニール LAL | 58.4     | アンソニー・ピーラー SAC     | 48.2     | ペジャ・ストヤコヴィッチ SAC | 92.7     |
| 2 | ベン・ウォーレス DET       | 3.0              | マーク・ブラント BOS     | 56.6     | ブレント・バリー SEA         | 45.2     | スティーブ・ナッシュ DAL     | 91.6     |
| 3 | アンドレイ・キリレンコ UTA | 2.8              | エリック・ダンピアー GSW | 53.5     | ブライアン・カーディナル GSW | 44.4     | アラン・ヒューストン NYN     | 91.3     |

## 個人タイトル
- 最優秀選手：ケビン・ガーネット　（MIN）
- ルーキー・オブ・ザ・イヤー：レブロン・ジェームズ　（CLE）
- 最優秀守備選手賞：ロン・アーテスト　（IND）
- シックスマン賞：アントワン・ジェイミソン　（DAL）
- MIP：ザック・ランドルフ　（POR）
- 最優秀コーチ賞：ヒュービー・ブラウン　（MEM）
- エグゼクティブ・オブ・ザ・イヤー：ジェリー・ウェスト　（MEM）
- オールNBAチーム

|   | ファーストチーム           | セカンドチーム               | サードチーム             |
| - | -------------------------- | ---------------------------- | ------------------------ |
| F | ケビン・ガーネット MIN     | ジャーメイン・オニール IND   | ロン・アーテスト IND     |
| F | ティム・ダンカン SAS       | ペジャ・ストヤコヴィッチ SAC | ダーク・ノヴィツキー DAL |
| C | シャキール・オニール LAL   | ベン・ウォーレス DET         | 姚明 HOU                 |
| G | コービー・ブライアント LAL | サム・キャセール MIN         | バロン・デイビス NOH     |
| G | ジェイソン・キッド NJN     | トレイシー・マグレディ ORL   | マイケル・レッド MIL     |

※ペジャ・ストヤコヴィッチ、サム・キャセール、ロン・アーテスト、姚明、バロン・デイビス、マイケル・レッドは初のオールNBAチーム入り。
- オールディフェンシブチーム

|   | ファーストチーム           | セカンドチーム             |
| - | -------------------------- | -------------------------- |
| F | ロン・アーテスト IND       | アンドレイ・キリレンコ UTA |
| F | ケビン・ガーネット MIN     | ティム・ダンカン SAS       |
| C | ベン・ウォーレス DET       | テオ・ラトリフ POR         |
| G | ブルース・ボウエン SAS     | ダグ・クリスティ SAC       |
| G | コービー・ブライアント LAL | ジェイソン・キッド NJN     |

※ロン・アーテスト、ブルース・ボウエンは初の1stチーム入り。
- オールルーキーチーム

| ファーストチーム         | セカンドチーム           |
| ------------------------ | ------------------------ |
| レブロン・ジェームズ CLE | ユドニス・ハスレム MIA   |
| カーメロ・アンソニー DEN | マーキス・ダニエルズ DAL |
| ドウェイン・ウェイド MIA | ジャーヴィス・ヘイズ WAS |
| クリス・ボッシュ TOR     | ジョシュ・ハワード DAL   |
| カーク・ハインリック CHI | T・J・フォード MIL       |

## プレーオフ

### イースタン・カンファレンス
|  | ファーストラウンド | ファーストラウンド           | ファーストラウンド |            |   | カンファレンスセミファイナル | カンファレンスセミファイナル | カンファレンスセミファイナル |  |  | カンファレンスファイナル | カンファレンスファイナル | カンファレンスファイナル |  |
|  |                    |                              |                    |            |   |                              |                              |                              |  |  |                          |                          |                          |  |
|  | 1                  | インディアナ・ペイサーズ     | 4                  |            |   |                              |                              |                              |  |  |                          |                          |                          |  |
|  | 1                  | インディアナ・ペイサーズ     | 4                  |            |   |                              |                              |                              |  |  |                          |                          |                          |  |
|  | 8                  | ボストン・セルティックス     | 0                  |            |   |                              |                              |                              |  |  |                          |                          |                          |  |
|  | 8                  | ボストン・セルティックス     | 0                  |            | 1 | ペイサーズ                   | 4                            |                              |  |  |                          |                          |                          |  |
|  |                    |                              |                    |            | 1 | ペイサーズ                   | 4                            |                              |  |  |                          |                          |                          |  |
|  |                    |                              | 4                  | ヒート     | 2 |                              |                              |                              |  |  |                          |                          |                          |  |
|  | 5                  | ニューオーリンズ・ホーネッツ | 4                  | ヒート     | 2 | 3                            |                              |                              |  |  |                          |                          |                          |  |
|  | 5                  | ニューオーリンズ・ホーネッツ |                    |            |   |                              |                              |                              |  |  |                          |                          |                          |  |
|  | 4                  | マイアミ・ヒート             | 4                  |            |   |                              |                              |                              |  |  |                          |                          |                          |  |
|  | 4                  | マイアミ・ヒート             | 4                  |            | 1 | ペイサーズ                   | 2                            |                              |  |  |                          |                          |                          |  |
|  |                    |                              |                    |            |   |                              |                              |                              |  |  |                          |                          |                          |  |
|  |                    |                              | 3                  | ピストンズ | 4 |                              |                              |                              |  |  |                          |                          |                          |  |
|  | 3                  | デトロイト・ピストンズ       | 3                  | ピストンズ | 4 | 4                            |                              |                              |  |  |                          |                          |                          |  |
|  | 3                  | デトロイト・ピストンズ       |                    |            |   |                              |                              |                              |  |  |                          |                          |                          |  |
|  | 6                  | ミルウォーキー・バックス     | 1                  |            |   |                              |                              |                              |  |  |                          |                          |                          |  |
|  | 6                  | ミルウォーキー・バックス     | 1                  |            | 3 | ピストンズ                   | 4                            |                              |  |  |                          |                          |                          |  |
|  |                    |                              |                    |            | 3 | ピストンズ                   | 4                            |                              |  |  |                          |                          |                          |  |
|  |                    |                              | 2                  | ネッツ     | 3 |                              |                              |                              |  |  |                          |                          |                          |  |
|  | 7                  | ニューヨーク・ニックス       | 2                  | ネッツ     | 3 | 0                            |                              |                              |  |  |                          |                          |                          |  |
|  | 7                  | ニューヨーク・ニックス       |                    |            |   |                              |                              |                              |  |  |                          |                          |                          |  |
|  | 2                  | ニュージャージー・ネッツ     | 4                  |            |   |                              |                              |                              |  |  |                          |                          |                          |  |

- ペイサーズは6試合連続で二桁得点差で勝利するなど、圧倒的な強さでカンファレンス決勝に進出。
- 前季プレーオフのリターンマッチとなったピストンズ対ネッツのシリーズは、最初の4試合ではそれぞれがホームコートで相手チームを圧倒し、大差がつく展開となった。お互い2勝2敗での第5戦はプレーオフ史上4度目となるトリプルオーバータイムにまでもつれ込む激戦となった末に、伏兵ブライアン・スカラブラインの予想外の活躍もあって、ネッツが勝利した。続く第6戦も接戦となり、ピストンズが勝利してシリーズの行方は第7戦に委ねられた。第7戦は第5・6戦に続く激戦が期待されたが、ネッツは大事なこの一戦で大乱調に陥り、プレーオフ史上最低得点より僅か2点上回るだけの56得点に終わった。ピストンズは2年連続でカンファレンス決勝に進出。
- ペイサーズ対ピストンズのカンファレンス決勝では、第2戦ではピストンズがプレーオフ史上歴代2位となる19ブロックを記録した。この試合ではピストンズのテイショーン・プリンスがペイサーズのレジー・ミラーに対し、プレーオフ史上に残る劇的なブロックをお見舞いしている。敵地での貴重な1勝をもぎ取ったピストンズは第6戦を69-65のロースコアゲームで制し、ペイサーズを4勝2敗で降した。ピストンズにとっては1989-90シーズン以来のファイナル進出である。

### ウエスタン・カンファレンス
|  | ファーストラウンド | ファーストラウンド           | ファーストラウンド |            |   | カンファレンスセミファイナル | カンファレンスセミファイナル | カンファレンスセミファイナル |  |  | カンファレンスファイナル | カンファレンスファイナル | カンファレンスファイナル |  |
|  |                    |                              |                    |            |   |                              |                              |                              |  |  |                          |                          |                          |  |
|  | 1                  | ミネソタ・ティンバーウルブズ | 4                  |            |   |                              |                              |                              |  |  |                          |                          |                          |  |
|  | 1                  | ミネソタ・ティンバーウルブズ | 4                  |            |   |                              |                              |                              |  |  |                          |                          |                          |  |
|  | 8                  | デンバー・ナゲッツ           | 1                  |            |   |                              |                              |                              |  |  |                          |                          |                          |  |
|  | 8                  | デンバー・ナゲッツ           | 1                  |            | 1 | ティンバーウルブズ           | 4                            |                              |  |  |                          |                          |                          |  |
|  |                    |                              |                    |            | 1 | ティンバーウルブズ           | 4                            |                              |  |  |                          |                          |                          |  |
|  |                    |                              | 4                  | キングス   | 3 |                              |                              |                              |  |  |                          |                          |                          |  |
|  | 5                  | ダラス・マーベリックス       | 4                  | キングス   | 3 | 1                            |                              |                              |  |  |                          |                          |                          |  |
|  | 5                  | ダラス・マーベリックス       |                    |            |   |                              |                              |                              |  |  |                          |                          |                          |  |
|  | 4                  | サクラメント・キングス       | 4                  |            |   |                              |                              |                              |  |  |                          |                          |                          |  |
|  | 4                  | サクラメント・キングス       | 4                  |            | 1 | ティンバーウルブズ           | 2                            |                              |  |  |                          |                          |                          |  |
|  |                    |                              |                    |            |   |                              |                              |                              |  |  |                          |                          |                          |  |
|  |                    |                              | 5                  | レイカーズ | 4 |                              |                              |                              |  |  |                          |                          |                          |  |
|  | 3                  | サンアントニオ・スパーズ     | 5                  | レイカーズ | 4 | 4                            |                              |                              |  |  |                          |                          |                          |  |
|  | 3                  | サンアントニオ・スパーズ     |                    |            |   |                              |                              |                              |  |  |                          |                          |                          |  |
|  | 6                  | メンフィス・グリズリーズ     | 0                  |            |   |                              |                              |                              |  |  |                          |                          |                          |  |
|  | 6                  | メンフィス・グリズリーズ     | 0                  |            | 5 | スパーズ                     | 2                            |                              |  |  |                          |                          |                          |  |
|  |                    |                              |                    |            | 5 | スパーズ                     | 2                            |                              |  |  |                          |                          |                          |  |
|  |                    |                              | 2                  | レイカーズ | 4 |                              |                              |                              |  |  |                          |                          |                          |  |
|  | 7                  | ヒューストン・ロケッツ       | 2                  | レイカーズ | 4 | 1                            |                              |                              |  |  |                          |                          |                          |  |
|  | 7                  | ヒューストン・ロケッツ       |                    |            |   |                              |                              |                              |  |  |                          |                          |                          |  |
|  | 2                  | ロサンゼルス・レイカーズ     | 4                  |            |   |                              |                              |                              |  |  |                          |                          |                          |  |

- 7シーズン連続1回戦敗退が続いていたいウルブズは、1回戦でナゲッツを降して悲願の1回戦突破を果たした。カンファレンス準決勝ではプレーオフ経験で勝るキングスの前に苦しむも第7戦でようやく退け、カンファレンス決勝に進出した。
- 2001-02シーズンと2002-03シーズンのチャンピオンチーム同士の戦いとなったレイカーズ対スパーズのシリーズ第5戦ではレイカーズのデレック・フィッシャーが残り0.4秒からの劇的なブザービーターを決めた。シリーズはスパーズが最初の2試合を連勝して先行していたが、その後レイカーズが盛り返して4連勝を飾り、シリーズを制した。
- 前季プレーオフ1回戦のリターンマッチとなったカンファレンス決勝では、経験で勝るレイカーズが優位に立った。第5戦以降、優勝の味を知るサム・キャセールが故障で離脱するという不運がウルブズを襲ったこともあり、ウルブズは2勝4敗で力尽きた。レイカーズは1シーズンぶりの優勝に向けてファイナルに進出。

## ファイナル
デトロイト・ピストンズとロサンゼルス・レイカーズがファイナルで対決するのは1989年以来の3度目となる。

### 第1戦
| 6月6日 |

| Recap |

| ピストンズ 87, レイカーズ 75                                                   |  |                                                                                    |
| Pts: ビラップス 22 Rebs: Bウォーレス 8 Asts: ハミルトン 5 Steals: ビラップス 3 |  | Pts: オニール 34; ブライアント 25 Rebs: オニール; マローン 11 Asts: ブライアント 4 |
| ピストンズ1-0レイカーズ                                                        |  |                                                                                    |

リーグ2位のディフェンス力を誇るピストンズがレイカーズのオフェンスを封じ、敵地でのシリーズ第1戦を勝利で飾った。レイカーズはシャキール・オニールが36得点11リバウンドと孤軍奮闘したが、もう一人のエースであるコービー・ブライアントはテイショーン・プリンスの好ディフェンスを受け、FG成功率37%とシュート精度に悩まされた。

### 第2戦
| 6月8日 |

| Recap |

| ピストンズ 91, レイカーズ 99                                              |  |                                                                                       |
| Pts: ビラップス 27; ハミルトン 26 Rebs: Bウォーレス 14 Asts: ビラップス 9 |  | Pts: ブライアント 33; オニール 29 Rebs: マローン 9 Asts: ウォルトン 8; ブライアント 7 |
| レイカーズ1-1ピストンズ                                                   |  |                                                                                       |

第2戦もピストンズペースとなるロースコアゲームが展開されたが、第4Q残り2.1秒、86-89の3点ビハインドの状況で決まったコービー・ブライアントの3Pシュートによりオーバータイムへと持ち込んだレイカーズが、延長戦を制し、シリーズを1勝1敗のタイにした。29得点を記録したシャキール・オニールはこれでファイナル連続20試合25得点以上を達成し、マイケル・ジョーダンが保持していたリーグ記録を更新した。

### 第3戦
| 6月10日 |

| Recap |

| レイカーズ 68, ピストンズ 88                                                           |  |                                                                              |
| Pts: オニール 14 Rebs: オニール; メドベデンコ 8 Asts: ペイトン 7 FG%: チーム全体 36.5% |  | Pts: ハミルトン 31 Rebs: Bウォーレス 11; Rウォーレス 10 Asts: ビラップス他 3 |
| ピストンズ2-1レイカーズ                                                                |  |                                                                              |

ピストンズの強力ディフェンスがレイカーズを圧倒し、レイカーズのファイナルフランチャイズ最低記録となる68得点に抑えて勝利した。レイカーズは2枚看板のシャキール・オニールとコービー・ブライアントが計25得点に抑えられたほか、二桁得点を記録したのがこの2人のみと、ピストンズのディフェンスの前に為す術がなかった。ピストンズはリチャード・ハミルトンが31得点とオフェンス面でチームを引っ張り、またゴール下はディフェンス王のベン・ウォーレスが支配し、リバウンドでも51-39とレイカーズを圧倒した。

### 第4戦
| 6月13日 |

| Recap |

| レイカーズ 80, ピストンズ 88                                    |  |                                                                                         |
| Pts: オニール 36 Rebs: オニール 20; モハメド 5 Asts: ペイトン 5 |  | Pts: Rウォーレス 26; ビラップス 23 Rebs: Bウォーレス; Rウォーレス 13 Asts: ハミルトン 6 |
| ピストンズ3-1レイカーズ                                         |  |                                                                                         |

ホームで2連勝を飾ったピストンズがファイナル制覇に向けて王手を掛けた。ピストンズはラシード・ウォーレスが26得点13リバウンドと攻守両面でチームを牽引。第3Qにはシュートを外した苛立ちからスタニスラヴ・メドベデンコと口論でテクニカルファウルを受けたが、むしろ集中力は増し後半だけで17得点を記録する活躍だった。レイカーズはシャキール・オニールが36得点20リバウンドと奮起したが、後が続かず、コービー・ブライアントはFG32%に抑え込まれた。レイカーズはこのシリーズで二桁得点を記録したのがオニールとブライアントのみと、深刻な得点源不足に悩まされた。

### 第5戦
| 6月15日 |

| Recap |

| ロサンゼルス・レイカーズ 87, ピストンズ 100                                       |  |                                                            |
| Pts: ブライアント 24; オニール 20 Rebs: オニール 8 Asts: ブライアント; ペイトン 4 |  | Pts: ハミルトン 21 Rebs: Bウォーレス 22 Asts: ビラップス 6 |
| ピストンズ4-1レイカーズ                                                           |  |                                                            |

ピストンズがこのシリーズ初めての100得点を記録し、レイカーズに引導を渡した。この日ピストンズは先発全員が二桁得点するというバランスの良いオフェンスを展開し、ゴール下は22リバウンドを記録したベン・ウォーレスが完全に支配した。第3Qが終わった時点でピストンズ24点のリードと、ほぼ勝敗は決していた。ファイナル前はレイカーズ圧倒的有利と言われていた予想を覆し、ピストンズが歓喜に沸くホームアリーナで14年ぶりにNBAチャンピオンに返り咲いた。
ピストンズはシリーズを通して各選手が課せられた役割を果たした。リチャード・ハミルトンは安定した得点源として活躍し、テイショーン・プリンスはレイカーズのエーススコアラーのコービー・ブライアントをシリーズ通して抑え込んだ。ベン・ウォーレスはゴール下に鉄壁を築き、シーズン途中に加入したラシード・ウォーレスはピストンズに勢いをもたらした。そして"ミスター・ビッグショット"の名に恥じぬ活躍ぶりを見せたチャンシー・ビラップスは、ファイナルMVPを獲得した。就任1年目にして初のNBAチャンピオンに輝いたラリー・ブラウンはNCAAとNBAのタイトルを持つ史上ただ一人のヘッドコーチとなった。
レイカーズは二枚看板のシャキール・オニールとコービー・ブライアント以外の選手が振るわなかった。悲願の優勝に向けてレイカーズに移籍してきたカール・マローンは、シーズン通して故障に悩まされ続け、ファイナル第5戦ではついに先発から外され欠場した。この敗戦を機に2000年代初頭に3連覇を達成したリーグ史上でも有数の強豪チームは解体されることとなる。
ピストンズの優勝はリーグに新たなチーム構想を提案した。ピストンズは少数のスター選手に頼らず、各ポジションにバランス良く戦力を配置したチーム造りを行った。ピストンズにはスター選手と言えば途中加入したラシード・ウォーレスくらいで、年俸が1000万ドルを越えるのもラシード・ウォーレス一人だけだった。一方で年俸500万ドル以上の中堅選手は5人だった。これはレイカーズとは対照的であり、レイカーズには1000万ドルを越える選手はシャキール・オニールとコービー・ブライアントの2人がおり、中でもオニールはリーグトップクラスである2000万ドル以上であり、チームの総サラリーがこの2人に集中していた。年俸500万ドルを越える選手は、この2人以外居なかったのである。
|                          | 第1戦 | 第2戦 | 第3戦 | 第4戦 | 第5戦 | 勝敗 |
| ------------------------ | ----- | ----- | ----- | ----- | ----- | ---- |
| デトロイト・ピストンズ   | 87    | 91    | 88    | 88    | 100   | 4-1  |
| ロサンゼルス・レイカーズ | 75    | 99    | 68    | 80    | 87    | 1-4  |

- ファイナルMVP：チャンシー・ビラップス

ロサンゼルス・レイカーズ　ヘッドコーチ：フィル・ジャクソン | 
20 ゲイリー・ペイトン | 
8 コービー・ブライアント | 
17 リック・フォックス | 
11 カール・マローン | 
34 シャキール・オニール | 
2 デレック・フィッシャー | 
14 スタニスラブ・メドベデンコ | 
3 ディヴィアン・ジョージ | 
21 カリーム・ラッシュ | 
54 ホーレス・グラント | 
7 ブライアン・クック | 
9 ブライオン・ラッセル | 
4 ルーク・ウォルトン 

## 引退した主な選手
- カール・マローン　（1986-2004）　シーズン前にチャンピオンリングを求めてロサンゼルス・レイカーズに移籍するも、怪我に悩まされて40試合を欠場。チームはファイナルに進出し、優勝まで後一歩だったが悲願は叶わなかった。シーズン終了後FAとなり、翌2005年2月に引退を表明した。
- チャールズ・オークリー　（1986-04）　ブルワーカーの代名詞として知られ、ハードなディフェンスと強力なリバウンドが武器のタフな選手。ニックス在籍時は「ニックスのハート＆ソウル」と呼ばれるほど周囲の信頼を集めていた。マイケル・ジョーダンの親友でもあり、引退後も親交は続いている。
- マーク・ジャクソン　（1988-04）　2002-03シーズン終了後に一時的にNBAを離れたが、シーズン中の1月にヒューストン・ロケッツで復帰。シーズン終了後、引退を表明。
- スコッティ・ピッペン　（1988-04）　ジョン・パクソンがジェネラル・マネージャーに就いたのを機にシカゴ・ブルズに復帰。しかし怪我に悩まされ、シーズン終了後、翌シーズン開幕前の10月に引退を表明。
- ホーレス・グラント　（1988-04）　すでに引退していたが、フィル・ジャクソンの誘いを受けてこのシーズンにロサンゼルス・レイカーズで復帰。シーズン終了後、改めて引退を表明。
- オルデン・ポリニス　（1988-04）　初のハイチ人NBA選手。
- エイブリー・ジョンソン　（1989-04）　引退後、コーチ職に転向。
- グレン・ライス　（1990-04）
- リック・フォックス　（1992-04）　シーズン終了後、レイカーズからボストン・セルティックスに移籍するが、シーズン開幕前に引退を表明。引退後は俳優業に転向。

事実上のラストシーズンとなっている選手
- ジャマール・マッシュバーン　（1994-04）　翌2004-05シーズンを怪我で全休。その後ニューオーリンズ・ホーネッツからフィラデルフィア・76ersにトレードされるが、プレイすることなく2006年に引退を表明した。